# Drašarova lípa
Drašarova lípa je památný strom, který proslavila především spisovatelka Teréza Nováková románem Drašar. Strom roste mezi centry vesnic Pustá Rybná a Březiny, konkrétně v místě, kde při cestě z Rybné zelená turistická trasa odbočuje ze silnice vpravo, u domu číslo 67.

## Základní údaje
- název: Drašarova lípa
- výška: 26 m[1]
- obvod: 400 cm[1], 436 cm (2003)[2]
- věk: 240 let

## Stav stromu a údržba
Strom je v dobrém zdravotním stavu, otvor po vylomené kosterní větvi je zakrytý.

## Další zajímavosti
Lípa se ve 30. letech 20. století objevila na pohlednici (měla tehdy velmi pravidelnou vejčitou korunu), ve svém díle ji zachytil i akademický malíř Jaroslav Turek. Nejvíce ji však proslavila Teréza Nováková, která do chaloupky u lípy umístila část svého románu Drašar, který napsala podle skutečné události. Hlavní hrdina kněz a učitel Josef Václav Justin Michl (1810–1862), lidově zvaný Drašar, byl zamilovaný do dívky Míny, přednost však dal historii a jazykovědě a ve snaze stát se Jungmannovým nástupcem pracoval na společném slovanském jazyce. Mína na Drašara však nechtěla čekat, ten se setkává s nepochopením jak u rodiny, tak u církve a ani profesního úspěchu se mu nedostalo. Odstěhoval se proto do Březin, kde našel životní družku Josefu Maděrovou. Josefa však po porodu umírá, péči o dceru přebírá Drašarova sestra a on prožívá zbytek svého života v chaloupce u lípy, kde osamocen umírá. Dnes již chaloupka, kterou Nováková popisovala roku 1912, neexistuje.
| „                         | Zadní stěna přístavku, proti ostatním černě a bíle dosti pečlivě vylištovanému stavení značně oprýskaná a zanedbaná, ohraničená byla z jedné strany sklípkem a studánkou, z druhé krásnou a vysokou lípou, plně nyní rozvitou, jejíž drobné květy opojně do večerního vzduchu voněly. Její nejnižší větve skoro dotýkaly se okénka na straně příční, jež přístavek osvětlovalo. | “ |
| — Teréza Nováková, Drašar | |   |

## Galerie

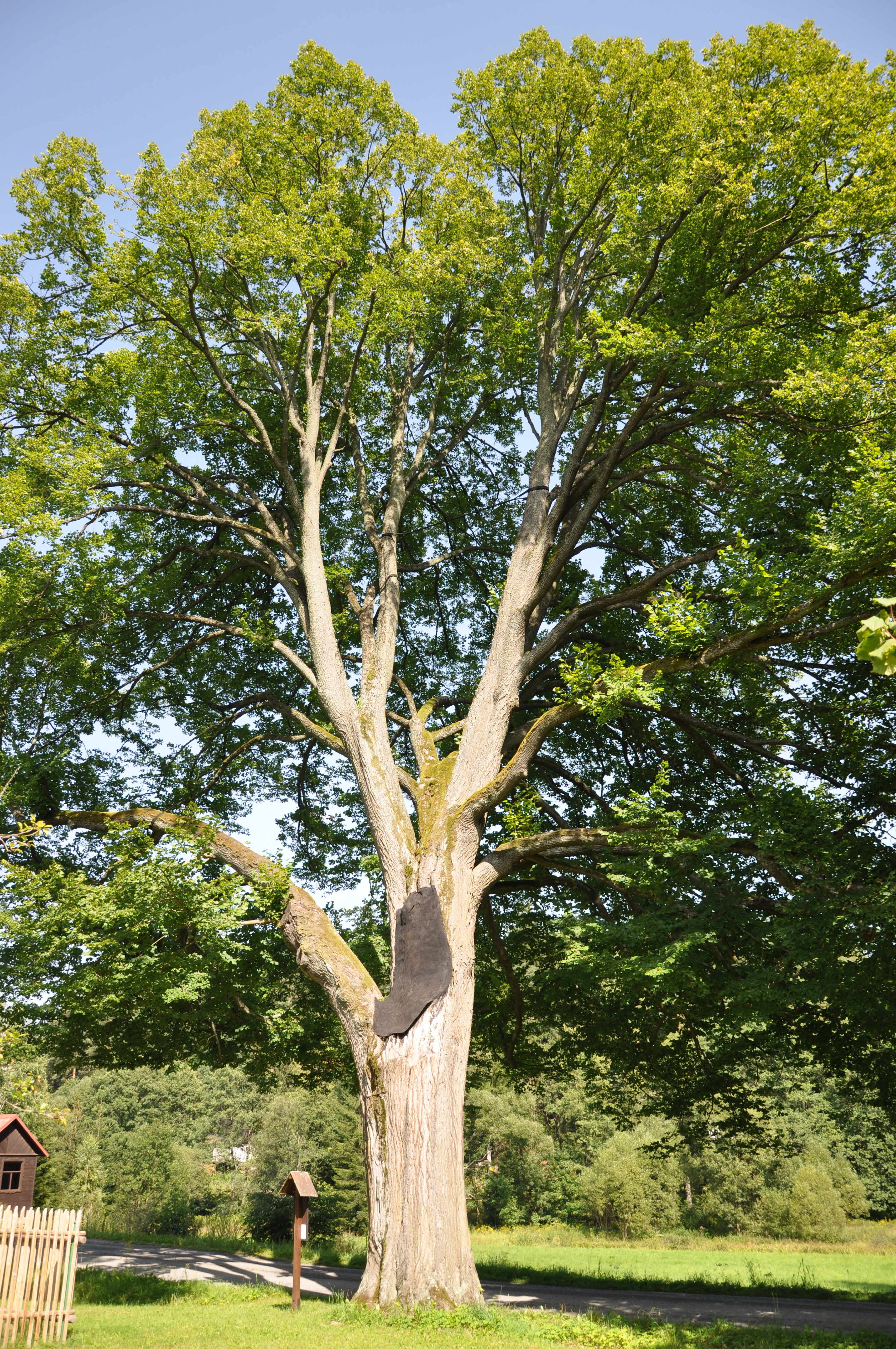
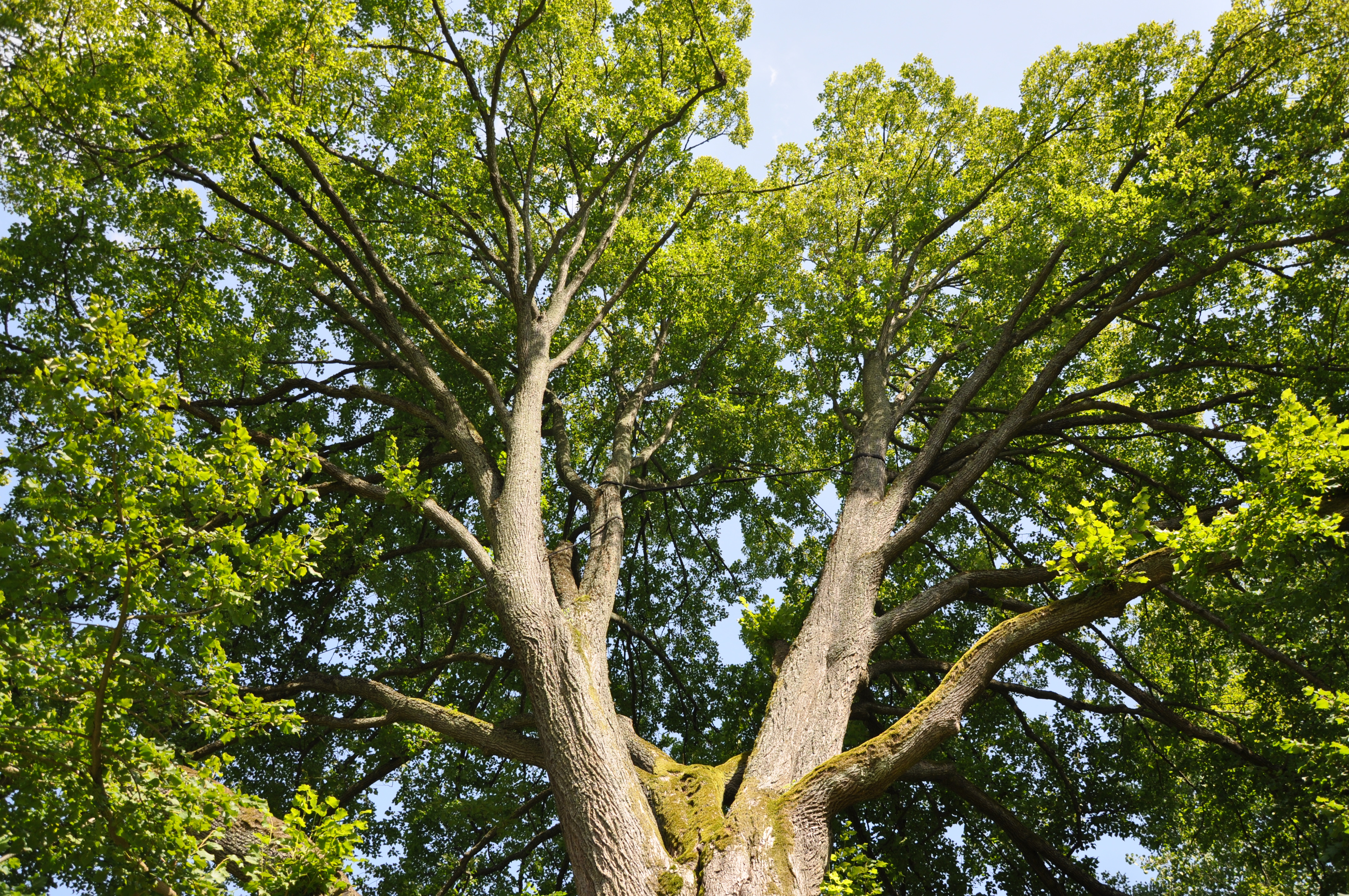
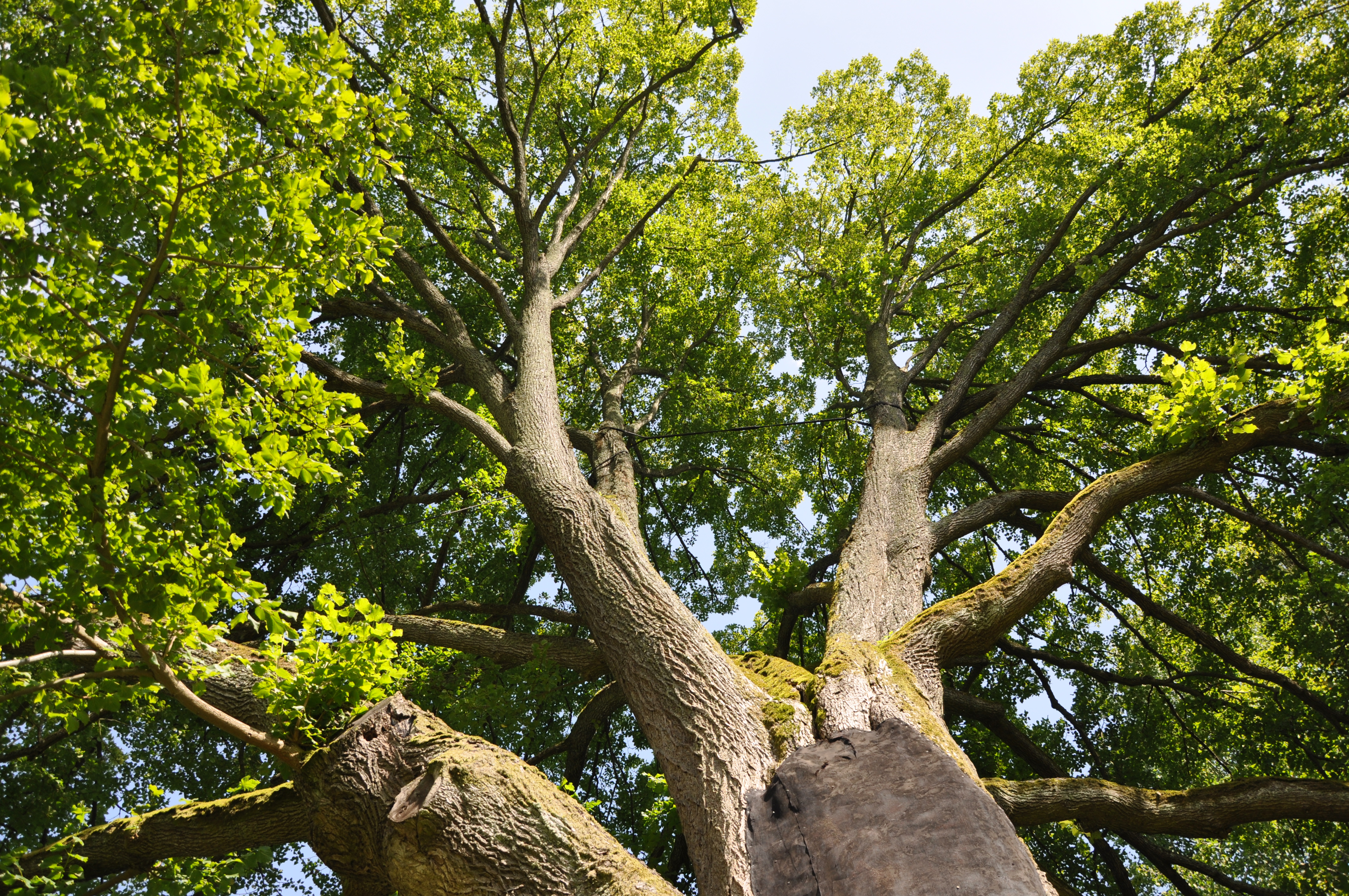

## Památné a významné stromy v okolí
- Lípa v Pusté Rybné
- Pajkrův dub
- Lukasova lípa
- Luňáčkova lípa